# Bag-In-Box
Bag-In-Box (BIB), er en beholder til transport og opbevaring af væsker.
Den består af en metalliseret film- eller plasticpose beskyttet af en kartonkasse.
De første BIBer til kommercielt brug blev udviklet af William R. Scholle i 1955 til  batterisyre.
BIB findes i mange udgaver blandt andet til vin, øl og frugtsaft.
Bag-In-Box til vin rummer normalt tre liter, men fem liter findes også.
På den måde kan vinen teoretisk holde sig i lang tid (6 uger) efter åbningen, da ilt ikke slipper ind.

Før brug åbnes en perforeret låge i BIBen og en taphane trækkes frem. Trykkes der på den strømmer væsken ud.